# セントオーガスティン

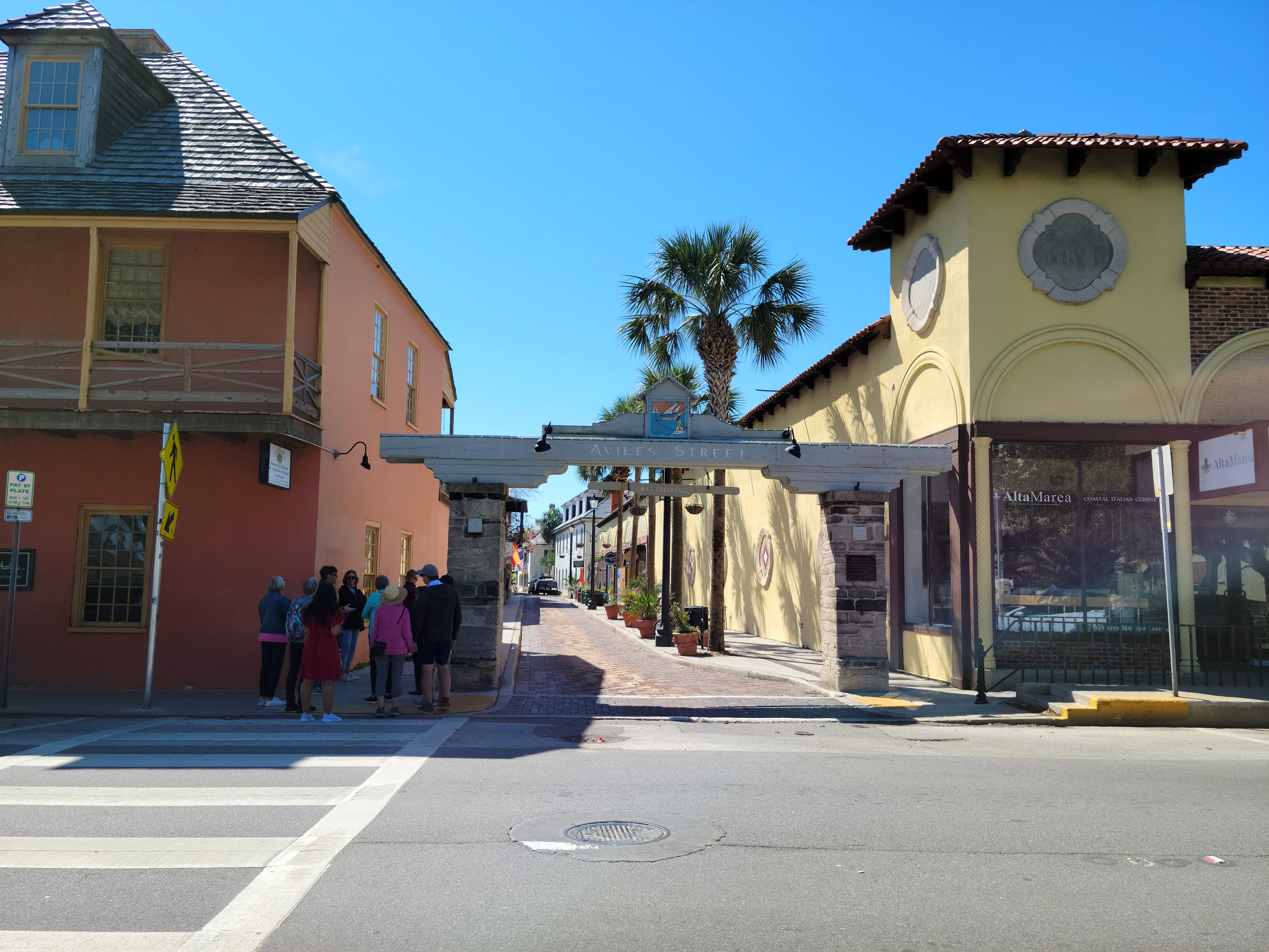
アビレス通り

セントオーガスティン（St. Augustine）は、アメリカ合衆国フロリダ州の都市。セントジョンズ郡の郡庁所在地である。人口は1万4329人（2020年）。ジャクソンビルの南60キロメートルに位置している。
セントオーガスティンは1565年に創設された、全米50州に現存する都市としては最も長い歴史を持つ都市である。このような豊かな歴史的背景に加え、フロリダ州の多くの都市同様、1年を通じて温暖で、大西洋岸にビーチが広がるため、観光都市としてのセントオーガスティンの人気は高い。

## 歴史

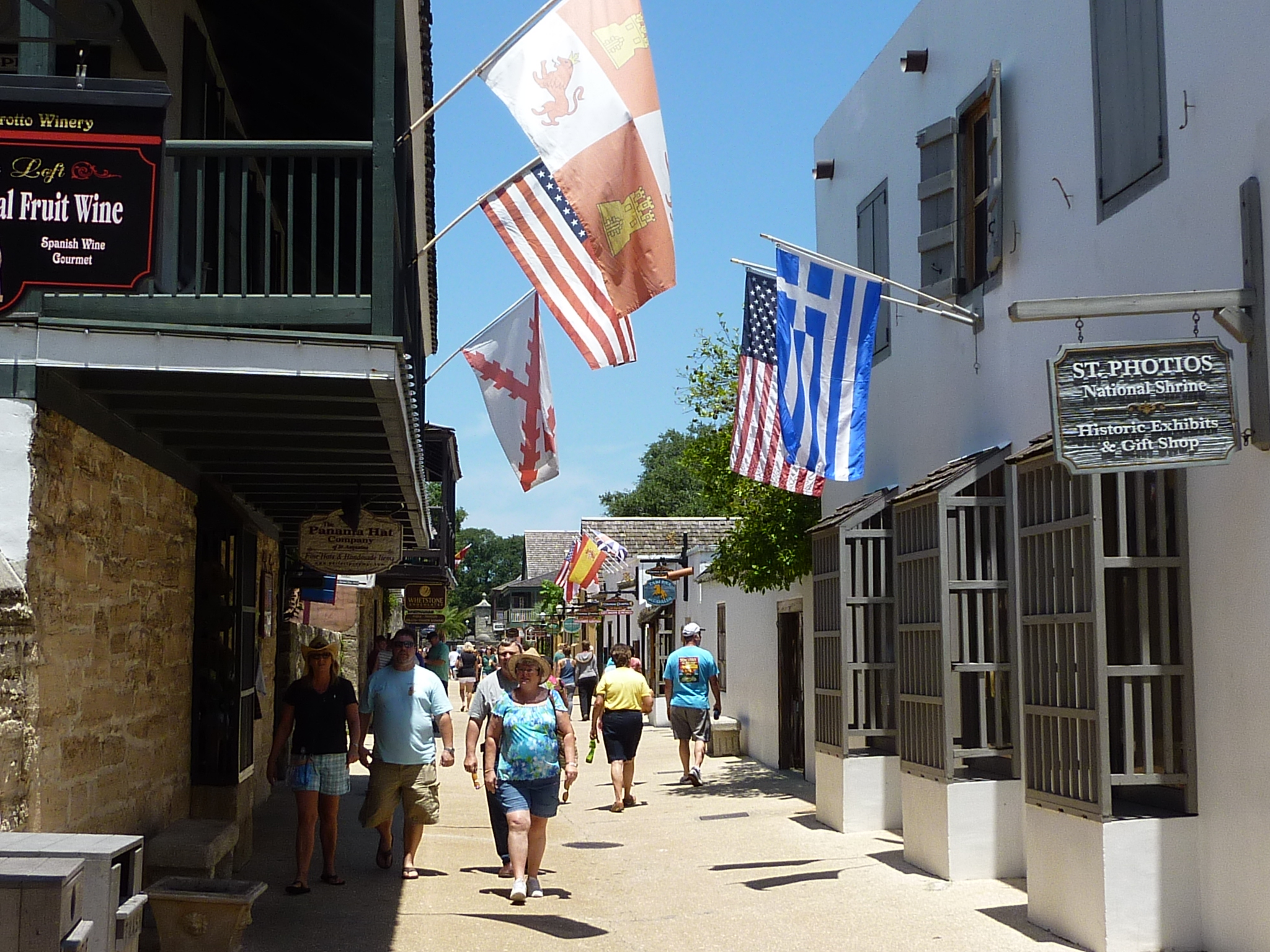

セントオーガスティンは全米50州で最も古いヨーロッパ人の入植地である。アメリカ領全土で見ても、セントオーガスティンより長い歴史を持つのはプエルトリコの自由連合州都サンフアンのみである。同市はニューメキシコ州の州都サンタフェやバージニア州ジェームズタウンより42年も早く創設され、現在に至っている（ジェームズタウンは都市としては現存せず、遺構として残っている）。
セントオーガスティンは1565年8月28日、スペイン軍元帥、ペドロ・メネンデス・デ・アビレス（Pedro Menéndez de Avilés）によって建設された。その日がヒッポのアウグスティヌスの命日であったことから、市はこの聖人の名にちなんでサン・アグスティン（San Agustín）と名付けられた。
1586年、セントオーガスティンはイングランド人フランシス・ドレークによる攻撃を受けた。1668年には海賊に攻撃され、ほとんどの住民は殺害されてしまった。1702年と1740年にもカロライナ・ジョージア両植民地からのイギリス人による攻撃を受けるが、この時は撃退した。1740年の攻撃はジョージア植民地のジェームズ・オグレソープ（James Oglethorpe）がネイティブ・アメリカンのセミノール族（Seminole）と組んで仕掛けたもので、特に大きかった。
1763年、フレンチ・インディアン戦争でフランスが敗北すると、パリ条約によってフロリダはイギリスの統治下に置かれた。セントオーガスティンの町も同様にイギリス法の下に統治されるようになった。このため、独立戦争下ではセントオーガスティンはイギリス側の植民地であった。しかし1783年のパリ条約でアメリカ合衆国の独立が承認されると、フロリダは再びスペイン領になった。スペインの統治はフロリダがアメリカ合衆国の準州になった1821年まで続いた。
1845年、フロリダ州は連邦27番目の州に昇格した。しかし1861年に南北戦争が開戦すると、フロリダは連邦から離脱し、アメリカ南部連合に加入した。連邦離脱の前日（1月7日）に州軍は連邦軍を追い出すが、同年3月11日にはセントオーガスティンは連邦軍に取り返された。以後4年間にわたる戦時下において、セントオーガスティンは連邦の占領下にあった。戦争が終結した1865年、フロリダは連邦に再加入した。
19世紀後半、「鉄道王」・「不動産王」と呼ばれる実業家ヘンリー・フラグラー（Henry Flagler）によってセントオーガスティンに鉄道が建設された。鉄道の開通により、セントオーガスティンは富裕層のリゾート地へと変貌した。この頃に立てられた豪邸や高級ホテルは現在も残っている。これらの建物の中には、現在は別の用途に再利用されているものもある。フラグラーは鉄道をさらに南に延伸してフロリダ東海岸の開発を進めた。フラグラーの開発プロジェクトのひとつ、フロリダ東海岸鉄道は、1912年にキー・ウェストまでの全線が開通した。

## 地理

セントジョンズ郡内の位置

セントオーガスティンは、北緯29度53分39秒 西経81度18分48秒 / 北緯29.894264度 西経81.313208度(29.894264, -81.313208)に位置している。ニューオーリンズや日本の屋久島とほぼ同緯度である。
アメリカ合衆国統計局によると、セントオーガスティン市は総面積27.8km2（10.7mi2）である。このうち21.7km2（8.4mi2）が陸地で6.1km2（2.4mi2）が水域である。総面積の21.99%が水域となっている。
市はマタンザス川(Matanzas River）のセントオーガスティン入江（St. Augustine Inlet）に位置している。入江は大西洋に通じている。また、フロリダ州内の多くの都市同様、大西洋岸にはビーチが広がっている。

## 市内の名所

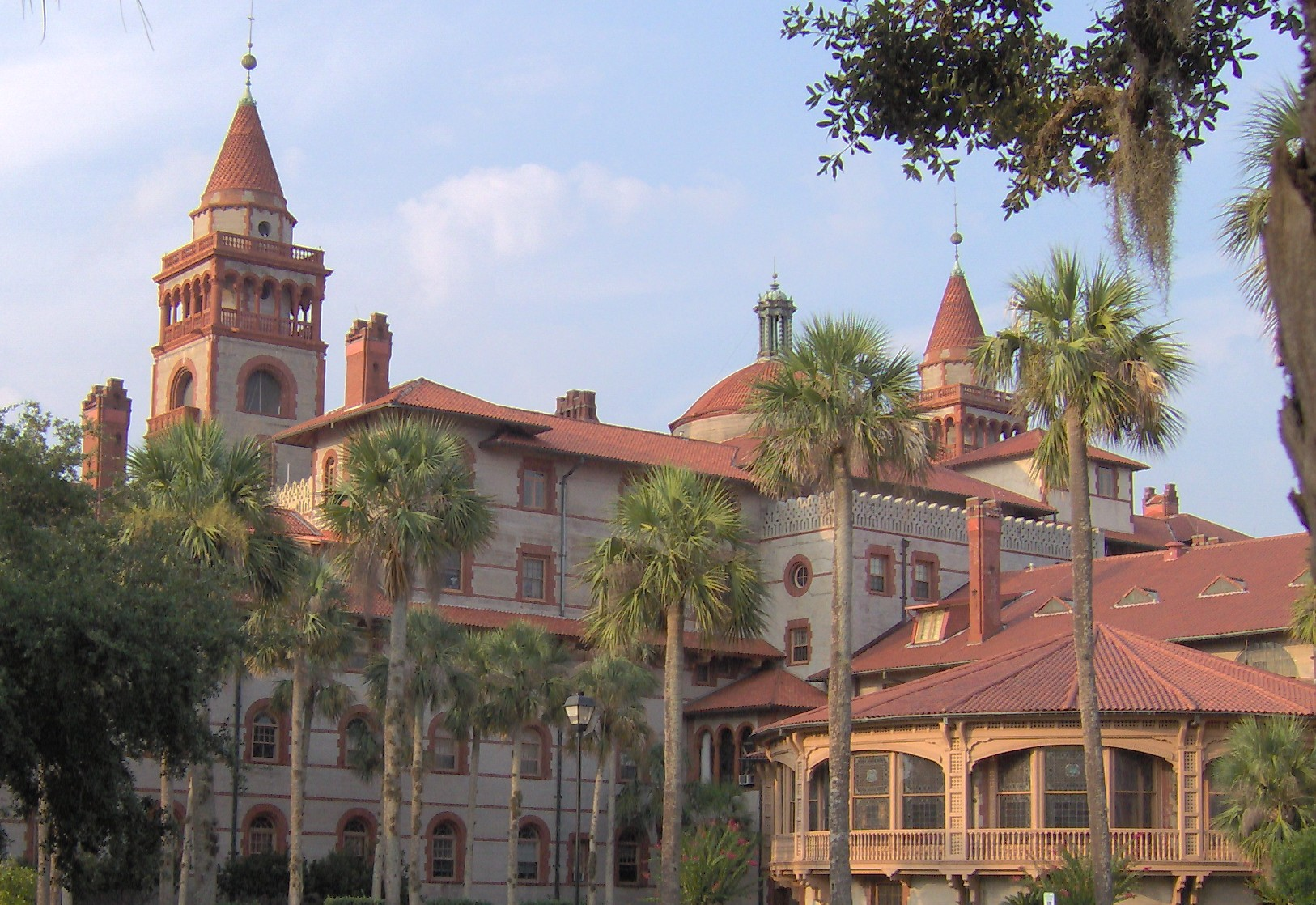
フラグラー大学

### 歴史的建築物
- サンマルコス砦国指定モニュメント（Castillo de San Marcos National Monument） - スペイン植民地時代に建設された砦。18世紀にはイギリスの2度にわたる攻撃を撃退した。南北戦争時には州軍に占拠された。南北戦争後はネイティブ・アメリカンのリーダー、オセオーラ（英語版）（Osceola）を収容する牢獄であった。
- ラ・レチェ寺院とノンブレ・デ・ディオス教会（英語版）（La Leche Shrine and Mission of Nombre de Dios） - アメリカ合衆国におけるカトリック発祥の地。
- ゴンザレス・アルバレス・ハウス（英語版）（Gonzalez-Alvarez House） - 17世紀に建てられた家。
- セントオーガスティン灯台（英語版）（St. Augustine Lighthouse and Museum） - 19世紀に建てられた灯台。内部は博物館になっている。
- コロニアル・スパニッシュ・クォーター（英語版）（Colonial Spanish Quarter） - 18世紀のスペイン統治下の街並みを再現。
- フラグラー大学（英語版）（Flagler College） - 1968年創立の小規模私立大学。1888年にヘンリー・フラグラーによって建てられた旧ポンセ・デ・レオン・ホテル（英語版）（Ponce de Leon Hotel）の建物を大学として再利用している。
- 長老派記念教会（英語版）（Memorial Presbyterian Church） - フラッグラーによって建てられた教会。ヴェネツィアの聖マルコ大聖堂を模している。
- ライトナー博物館（英語版）（Lightner Museum） - ホテル・アルカザー（Hotal Alcazar）の建物を再利用している。

### その他
- 武器およびアメリカ初期歴史博物館（Museum of Weapons and Early American History）
- サン・セバスティアン・ワイン園（San Sebastian Winery） - セントオーガスティンを代表するワイン園。
- マリンランド（Marineland） - 1938年にフロリダ州初のテーマパークとして開園。
- セントオーガスティンワニ園（St. Augustine Alligator Farm）
- ゴースト・ツアーズ（Ghost Tours）
- セント・オーガスティン・ビーチ（St. Augustine Beach）
- 世界ゴルフ殿堂 - 1998年 セントオーガスティンに移転。

## 人口動勢

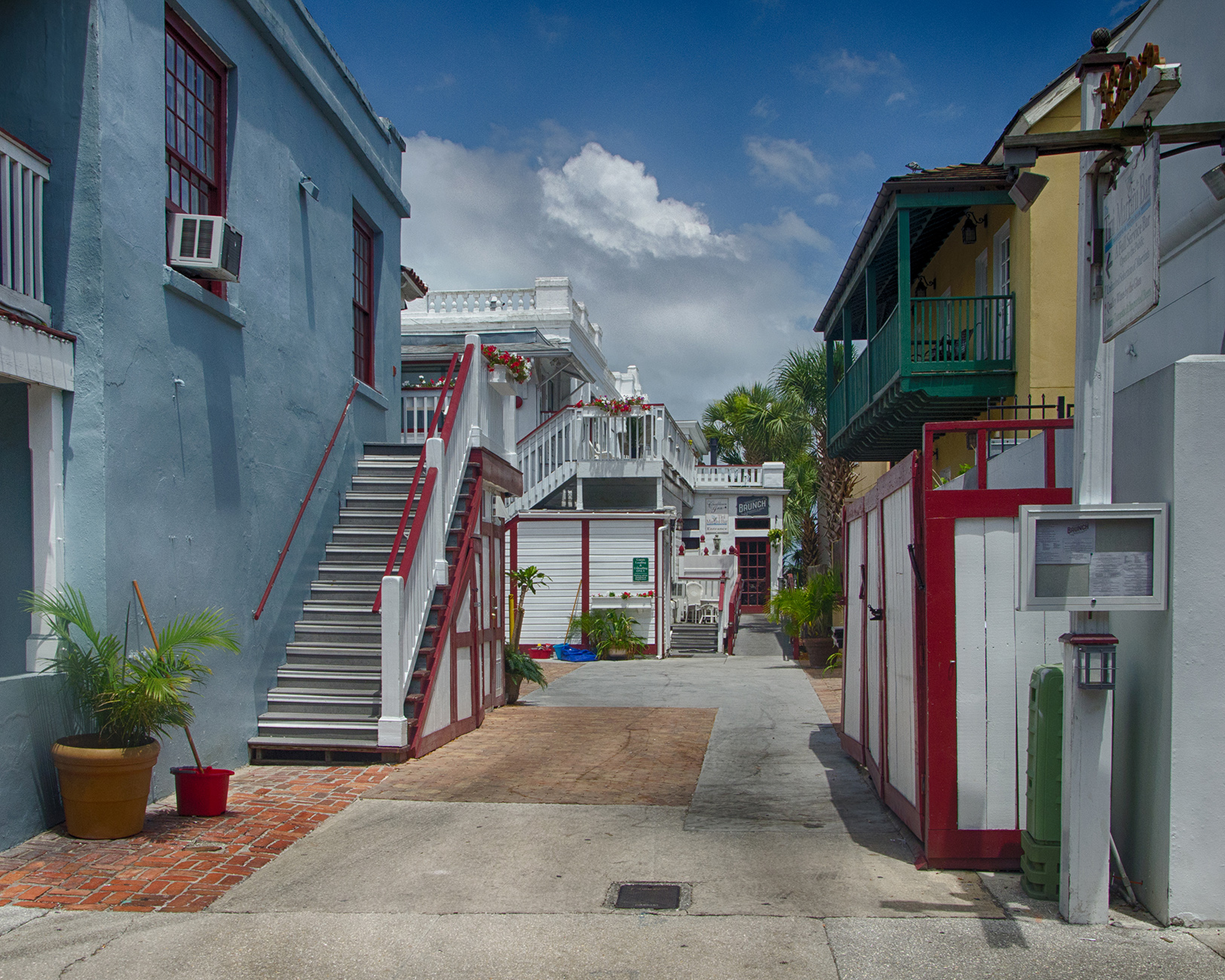

以下は2000年国勢調査における人口統計データである。
基礎データ
- 人口: 11,592人
- 世帯数: 4,963世帯
- 家族数: 2,600家族
- 人口密度: 534.7人/km²（1,384.6人/mi²）
- 住居数: 5,642軒
- 住居密度: 260.3軒/km²（673.9軒/mi²）

人種別人口構成
- 白人: 81.21%
- アフリカン・アメリカン: 15.07%
- ネイティブ・アメリカン: 0.41%
- アジア人: 0.72%
- 太平洋諸島系: 0.09%
- その他の人種: 0.88%
- 混血: 1.61%
- ヒスパニックまたはラテン系: 3.11%

年齢別人口構成
- 18歳未満: 16.1%
- 18-24歳: 15.3%
- 25-44歳: 23.9%
- 45-64歳: 25.2%
- 65歳以上: 19.5%
- 年齢の中央値: 42歳
- 性比（女性100人あたりの男性の人口）
  - 総人口: 84.6
  - 18歳以上: 81.4

世帯と家族（対世帯数）
- 18歳未満の子供がいる: 18.6%
- 結婚・同居している夫婦: 37.4%
- 未婚・離婚・死別女性が世帯主: 12.4%
- 非家族世帯: 47.6%
- 単身世帯: 36.7%
- 65歳以上の老人1人暮らし: 14.5%
- 平均構成人数
  - 世帯: 2.11人
  - 家族: 2.76人

収入と家計
- 収入の中央値
  - 世帯: 32,358米ドル
  - 家族: 41,892米ドル
  - 性別
    - 男性: 27,099米ドル
    - 女性: 25,121米ドル
- 人口1人あたり収入: 21,225米ドル
- 貧困線以下
  - 対人口: 15.8%
  - 対家族数: 9.8%
  - 18歳未満: 25.8%
  - 65歳以上: 10.0%

## 出身人物
- ダグ・カーン